# Wesko Kutujew
Wesko Kutujew (bulgarisch: Уеско Кутуев; * 17. Februar 1942) ist ein ehemaliger bulgarischer Radrennfahrer.

## Sportliche Laufbahn
1968 gewann er die Bulgarien-Rundfahrt vor Bernd Knispel aus der DDR. 1965 siegte er in der Bergwertung der Bulgarien-Rundfahrt. In der Jugoslawien-Rundfahrt 1964 gewann er eine Etappe.
1968 (41.), 1969 (35.), 1970 (43.) und 1971 (31.) fuhr er die Internationale Friedensfahrt.